# Ples sa sabljama
Ples sa sabljama (armenski: Սուսերով Պար) - dio je završnog čina baleta Gayane, kojeg je napisao armenski skladatelj Aram Hačaturjan 1942. godine.
Ples sa sabljama temelji se na ratnom armenskom plesu, u kojem plesači pokazuju svoje vještine plesa sa sabljom. Srednji dio skladbe uključuje armensku narodnu pjesmu iz grada Gyumrija. Zbog svojeg izuzetno uzbudljivog ritma, Ples sa sabljama izvodi se i samostalno, izvan baleta, a dobio je i brojne obrade u popularnoj glazbi. Među ostalim, obradila ga je i hrvatska violončelistica Ana Rucner.
Orkestralna verzija zapisana je u ključu G-dura. Počinje s prepoznatljivim motivom ostinata (glazbena tema, koja se više puta ponavlja) s gudačima i bubnjevima timpanima. Uzbudljiva melodija izvodi se prvo drvenim puhačkim instrumentima i udaraljkama, a kasnije u pratnji limenih puhačkih instrumenata. Tada se svira melodija armenske narodne pjesme. Prva melodija zatim se ukratko ponavlja. Djelo završava uzlaznim četvrtinkama u F ♯ pentatonskoj skali i u otvorenoj G oktavi.